# 米利蘭土型航空爆撃戦艦
米利蘭土型（めりーらんどがた）は、架空戦記『紺碧の艦隊』に登場する架空の航空戦艦。本項では、派生型といえる筆汁芭斤（ぺんしるばにあ）型も一括して扱う。
なお、劇中ではこの名称で呼ばれてはいないがほぼ同様の改装を行い、艦隊の基幹として集中運用されているためこの名称で通す。

## 概要
後世照和16年12月8日のハワイカウアイ海峡における海戦において日本海軍はアメリカ太平洋艦隊が擁していた超弩級戦艦8隻のうち6隻、すなわち『メリーランド』『ウエストバージニア』『カリフォルニア』『テネシー』『ペンシルベニア』『ネバダ』を鹵獲する事に成功し（アリゾナ、オクラホマは紺碧艦隊の雷撃によって轟沈した。）、日本へ回航して日本流の運用法に合致するよう改装を行う事となった。
しかし調査の結果、そのような改装を行うよりはスクラップにした方が費用が安価にすむ事が判明したが、戦時下であるため新兵器・新構想の実験艦としてそれまでの後世帝国海軍戦艦の設計思想とは一線を画する奇想艦として改装を行う事となった。後に艦隊は『紅玉艦隊』と命名され、独自運用される事となり、その改装結果や運用実績は後の『旭日艦隊』建造にも活かされた。

### 変更点
主砲の削減
前部主砲および後部3番主砲を廃止し、前部主砲に替えて艦載機兼対地誘導噴進弾『ン式弾』射出用カタパルト(艦載機射出は火薬式。ン式弾次発装填機構の問題で攻撃方向は限定される)を装備した。3番主砲のあったスペースには速力向上のため機関を増設した。
艦橋の改造
アメリカ戦艦の特徴の一つである籠型艦橋はそのままであるが、その基部を航空機用格納庫とした。搭載機は『爆龍』なら2機、後継機の『鮫龍』ならば1機を搭載できた。なお、筆汁芭斤、根婆汰が搭載する『春嵐』の搭載機数は明らかにされていないが、機体サイズを考えると春嵐は各艦3機ずつ搭載可能と思われる。
艦首延長
速力向上のため艦橋基部から船体は輪切りにされ、艦首部を40m延長し艦底は後世日本潜水艦が使用する軟性護謨皮膜で被覆することにより水流抵抗を抑えた。また、延長された艦首部は上部を上記航空機格納庫に、船殻は燃料タンク化され航続距離を伸ばす事となった。なお、筆汁芭斤、根婆汰の2艦は後述する速力の関係上油槽艦能力を追加された。
- 米利蘭土の例
- 全長

190m→230m
- 排水量
  - 基準

32,500t→32,600t
- - 満載

33,590t→34,900t
速力
- 『米利蘭土』
- 『西処女阿』
- 『手音使』
- 『軽堀尼亜』

29ノット（+8ノット前後）
- 『筆汁芭斤』

26.5ノット（+5.5ノット）
- 『根婆汰』

25.5ノット（+5ノット）
艦名の日本語化
音読みと当て字を混在させた漢字表記となっている
- 『メリーランド』→『米利蘭土』
- 『ウエストバージニア』→『西処女阿』
- 『テネシー』→『手音使』
- 『カリフォルニア』→『軽堀尼亜』
- 『ペンシルベニア』→『筆汁芭斤』
- 『ネバダ』→『根婆汰』

各艦の役割
- 航空爆撃戦艦

『米利蘭土』『西処女阿』『手音使』『軽堀尼亜』
爆龍攻撃隊による、敵最重要拠点への痛撃
- 航空制空戦艦

『筆汁芭斤』『根婆汰』
春嵐戦隊による艦隊直衛や小規模拠点への攻撃支援
その他
- 水防区画の強化

隔壁を増やし、浸水区画へ投入して浸水を防ぐ充填剤を採用した。
- 魚雷艇の搭載
- 対空火器の増設、短魚雷発射管の装備

## 劇中での活躍
改装を終えた6隻は照和19年11月に行われた母国である米本土攻撃を行う『弦月作戦』で初陣を飾る事となり『筆汁芭近』、『根婆汰』の2艦は春嵐とン式弾を用いてサンディエゴへの陽動攻撃に成功し、
『米利蘭土』、『軽堀尼亜』、『西処女阿』、『手音使』の4艦は『爆龍』を用いて本目標であるロスアラモス原爆研究所の破壊に成功した。
その後6艦は紅玉艦隊本来の編成目的であるインド洋に展開し、照和20年のマダガスカル島攻略作戦への上陸支援作戦を行った。この後照和21年秋、独第3帝国の支配下にあるバスラの石油施設への空爆を実施しているがこの際に参加した爆龍4機を失っている。
そして翌22年からはUボートによる雷撃で『軽堀尼亜』、『筆汁芭近』、『根婆汰』の3艦が失われ『西処女阿』が老朽化により退役し残る『米利蘭土』、『手音使』の2艦は翌23年までインドでの作戦行動に従事した後に退役した。

## メディア毎の相違
コミック版では後部主砲は2基共存在しており艦尾魚雷艇も確認できない。また、改修後の排水量の増加についても『基準排水量が3万2600トンから3万4900トンに増えた』とある。ちなみに艦橋の外観は2000年に発表されたひゅうが型護衛艦の初期予想図に類似しているが、初版刊行は1993年8月20日のため、単なる偶然である。